# Joalto
A Joalto foi uma das maiores empresas do sector de transporte rodoviário de passageiros em Portugal.
O nome é uma aglutinação das duas primeiras letras de cada nome do fundador, José Almeida Tonico, e passou a vigorar em 1972.
Em 2008 juntou-se à Transdev, a qual comprou a totalidade das acções em 2010.

## História
A empresa-mãe do grupo foi fundada em 1929 com o nome de José Almeida Tonico, seu criador, com o intuito inicial de transportar passageiros de Aldeia Viçosa, terra natal do seu impulsionador, para a cidade da Guarda, servindo assim de meio de transporte para os mercados bi-semanais que aí se realizavam. Por outro lado, visava criar condições para que os jovens pudessem ter um meio de acesso ao ensino ministrado na Guarda.
Iniciou assim a sua actividade com 3 autocarros de 16, 22 e 26 lugares, tendo as suas primeiras instalações em pleno centro da cidade da Guarda.
Em 1930, inicia o seu primeiro trajecto fora do distrito, mais precisamente até à Covilhã.
Dez anos volvidos, adquiriu o primeiro autocarro de grande turismo, iniciando de seguida o serviço expresso Guarda - Lisboa.
A primeira saída do país deu-se em 1971, com destino à Alemanha.

## A expansão
Em 1994, a empresa iniciou um processo de expansão, passando a integrar outras empresas do sector, para se tornar no maior grupo transportador rodoviário de passageiros com capitais exclusivamente portugueses, detendo uma frota de mais de 900 viaturas que percorre cerca de cinco milhões de quilómetros em cada ano.
Da Joalto fazem parte várias outras empresas, como é o caso da Soares Oliveira S.A., José Vieira Pinto, Mendes, Paiva & Correia S.A. e Auto Viação Almeida & Filhos S.A., reunidas sob a designação comercial Joalto Douro. Estas empresas operam fundamentalmente nos concelhos de Marco de Canaveses, Amarante, Baião, Mesão Frio, Resende, Castelo de Paiva e Cinfães.